# Ricardo Perera
Ricardo Perera fou un pianista espanyol, oriünd d'Aragó i que morí a Barcelona el 1918.
Fou durant molts anys pianista del Café Condal de la capital catalana, i es va fer cèlebre arreu de Barcelona per la meravellosa execució que donava a les seves obres. Es distingí, sobretot, en la interpretació de més modernes al piano. També figurà al capdavant de quintets i sextets, que recolliren grans aplaudiments a Barcelona i en altres poblacions de Catalunya.